# Diòcesi de Vitòria
La diòcesi de Vitòria és una demarcació de l'església catòlica al País Basc. Forma part de la província eclesiàstica de Burgos, i és sufragània de l'arquebisbat de Burgos. La seva seu està a la ciutat de Vitòria.
Va ser erigida per Pius IX el 1861 a conseqüència del Concordat de 1851.

## Territori diocesà
El territori diocesà coincideix amb el de la província d'Àlaba, a més d'Urduña (Biscaia) i l'Enclavament de Trebiño (Burgos).

## Història
El Concordat de 1851 decidí la reunió de les llavors anomenades Províncies Bascongades en una sola seu episcopal, agrupant territoris que havien format part de les diòcesis de Calahorra, Pamplona i Santander. Així doncs, Pius IX erigí la diòcesi mitjançant la butlla In Celsisima del 8 de setembre de 1861. l'antiga col·legiata de Santa Maria va ser consagrada com a catedral el 1863.
El 1880 s'inaugurà el seminari conciliar, i el 1930 el bisbe Mateo Mújica inaugurà l'actual seminari diocesà. El 1941 es crearen les Escoles professionals diocesanes. El 1947 Pius XII concedí a la diòcesi les Missions Diocesanes.
D'acord amb la butlla Quo Commodius del 2 de novembre de 1949 de Pius XII, el 1950 se segregaren de la diòcesi de Vitòria les províncies de Biscaia i Guipúscoa, constituint-se les diòcesis de Bilbao i Sant Sebastià.

## Episcopologi

### Bisbes de Vitòria (des de 1862)
1. 1862-1877: Diego Mariano Alguacil Rodríguez
2. 1877-1880: Sebastián Herrero Espinosa de los Monteros.
3. 1881-1890: Mariano Miguel Gómez.
4. 1890-1904: Ramón Fernández de Piérola y López de Luzuriaga.
5. 1905-1913: José Cadena y Eleta.
6. 1913-1917: Prudencio Melo y Alcalde (nomenat bisbe de Madrid-Alcalá).
7. 1917-1922: Leopoldo Eijo y Garay (nomenat bisbe de Madrid-Alcalá).
8. 1923-1928: Zacarías Martínez Núñez.
9. 1928-1937: Mateo Mújica Urrestarazu.
10. 1937-1943: Francisco Javier Lauzurica y Torralba (nomenat bisbe de Palència).
11. 1943-1949: Carmelo Ballester Nieto.
12. 1950-1954: José María Bueno Monreal (nomenat bisbe coadjutor de Sevilla).
13. 1955-1979: Francisco Peralta Ballabriga.
14. 1979-1995: José María Larrauri Lafuente.
15. Des de 1995: Miguel José Asurmendi Aramendia SBD.